# Jesse Carleton
Jesse Landis "Lee" Carleton (født 20. august 1862 i Cumberland, Maryland, død 6. december 1921 i St. Louis, Missouri) var en amerikansk golfspiller, som deltog i OL 1904 i St. Louis.

## Golfkarriere
Carleton stillede op for Glen Echo Country Club i St. Louis og vandt amatørmesterskabet for St. Louis i 1904. Der var derfor høje forventninger til ham til OL samme år på hjemmebane i St. Louis, hvor der i den individuelle turnering kun deltog spillere fra USA samt enkelte fra Canada. Imidlertid tabte Carleton sin første kamp til landsmanden Ned Sawyer og nåede derfor ikke længere. Han deltog også i holdturneringen på det amerikanske hold United States Golf Association, som blev sat sammen i sidste øjeblik. Holdet blev klart sidst af de tre deltagende hold med 1839 slag, mens Western Golf Association vandt med 1749 slag foran Trans-Mississippi Golf Association med 1770 slag.
Sit bedste resultat opnåede Carleton i 1914, da han blev nummer to i amatørmesterskabet i Missouri. Senere blev han præsident for sin klub, Glen Echo.